# (I’ll Never Be) Maria Magdalena
«(I’ll Never Be) Maria Magdalena» (с англ. — «(Я никогда не буду) Марией Магдалиной»; часто называется просто «Maria Magdalena») — песня, записанная немецкой певицей Сандрой для её дебютного студийного альбома The Long Play (1985). Песня, написанная Хубертом Кеммлером, Маркусом Лёром, Михаэлем Крету и Ричардом Палмером-Джеймсом, была выпущена в качестве лид-сингла с The Long Play в марте 1985 года лейблом Virgin Records и стала большим хитом в Европе, достигнув первого места в нескольких странах. Она остаётся фирменной песней Сандры.

## Предыстория и релиз
Песню сочинили Хуберт Кеммлер, Маркус Лёр, Михаэль Крету. Крету также сделал аранжировки и спродюсировал песню. Текст был написан Ричардом Палмером-Джеймсом. Включить библейскую фигуру Марии Магдалины была идеей Кеммлера и возникла, когда для припева требовалось имя с семью слогами. Поскольку в английской традиции имя святой передаётся как Mary Magdalene и имеет всего пять слогов, было принято решение взять передачу её имени из немецкой традиции (Maria Magdalena). Кеммлер также записал бэк-вокал на этой записи.
Песня была впервые выпущена в марте 1985 года в качестве лид-сингла из дебютного альбома Сандры The Long Play. Это был её третий сингл в качестве сольной исполнительницы, но и первый сольный сингл, выпущенный на международном уровне. Первоначально были безуспешные попытки отправить песню на радиостанции , позже лейбл сделал упор на дискотечные площадки Греции, где обычно было много туристов. Там песня стала большим хитом, где возглавила чарт синглов. Вернувшиеся домой туристы начали запрашивать на радио песню. В конце концов она заняла первое место в официальном немецком чарте синглов, оставаясь на вершине в течение четырёх недель подряд с 13 сентября по 4 октября 1985 года. Сингл тогда достиг пика на первом месте в Австрии, Швейцарии, Швеции, Норвегии, Нидерландах и Финляндии. Песня также пользовалась популярностью в Бразилии, на Ближнем Востоке, в Северной Африке и Восточной Европе. В СССР песня была впервые официально издана в 1988 году в альбоме  The Long Play фирмой «Мелодия».
Песня была переиздана в ремикшированной версии как самостоятельный сингл в 1993 году, но не имела коммерческого успеха, хотя и вошла в первую десятку в Финляндии и в первую двадцатку в Дании. Музыкальный сайт AllMusic ретроспективно оценил ее в 2,5 звезды из 5. В 1999 году ещё один ремикс на эту песню был выпущен только во Франции в качестве промо-сингла в поддержку её сборника My Favourites. Трек был снова ремикширован для её ремикс-альбома Reflections (2006), а оригинальная версия позже была сэмплирована в песне «Kings & Queens» в её десятом альбоме Stay in Touch (2012).

## Видеоклип
В 1985 году было снято нетривиальное музыкально видео, в котором Сандра представлена в сопровождении басиста/бэк-вокалиста, перкуссиониста и клавишника. Режиссером выступил Майк Лекебуш. Это видео было выпущено на VHS Сандры Ten on One (The Singles) и 18 Greatest Hits, выпущенных в 1987 и 1992 годах соответственно, а также на DVD 2003 года The Complete History.
Видео в индустриальном стиле для версии 1993 года было снято режиссером Маркусом Адамсом и также выпущено на DVD.

## Варианты издания
- 7" сингл

A. «(I’ll Never Be) Maria Magdalena» — 3:58
B. «Party Games» (Instrumental) — 3:25
- 12" сингл

A. «(I’ll Never Be) Maria Magdalena» — 7:13
B. «Party Games» (instrumental) — 3:25
- CD-макси-сингл (1993)

1. «Maria Magdalena» (Radio Edit) — 3:58
2. «Maria Magdalena» (Clubmix) — 6:01
3. «Maria Magdalena» (Original Version) — 3:58

- 12" сингл (1993)

A. «Maria Magdalena» (Clubmix) — 6:01
B. «Maria Magdalena» (Vega Sicilia Mix) — 5:36
- 12" сингл (1999)

A. «Maria Magdalena» (Original Version) — 3:58
B. «Maria Magdalena» (99 Remix) — 3:59

## Чарты
| Чарт (1985-86)                              | Высшая позиция |
| ------------------------------------------- | -------------- |
| Австрия (Ö3 Austria Top 40)                 | 1              |
| Бельгия/Фландрия (Ultratop 50)              | 3              |
| Великобритания (OCC UK Singles)             | 87             |
| Греция (IFPI)                               | 1              |
| Дания (Tracklisten)                         | 3              |
| Европейский союз (European Top 100 Singles) | 13             |
| Испания (AFYVE)                             | 2              |
| Италия (Musica e dischi)                    | 2              |
| Нидерланды (Dutch Top 40)                   | 1              |
| Нидерланды (Single Top 100)                 | 2              |
| Норвегия (VG-lista)                         | 1              |
| Португалия (AFP)                            | 2              |
| Финляндия (Suomen virallinen lista)         | 1              |
| Франция (SNEP)                              | 5              |
| ФРГ (Airplay-Charts)                        | 1              |
| ФРГ (GfK)                                   | 1              |
| Швейцария (Schweizer Hitparade)             | 1              |
| Швеция (Sverigetopplistan)                  | 1              |
| ЮАР (Springbok Radio)                       | 2              |
| Чарт (1993)                                 | Высшая позиция |
| Дания (Tracklisten)                         | 15             |
| Финляндия (Suomen virallinen lista)         | 8              |

| Чарт (1985)                                 | Позиция |
| ------------------------------------------- | ------- |
| Австрия (Ö3 Austria Top 40)                 | 10      |
| Бельгия/Фландрия (Ultratop 50)              | 37      |
| ФРГ (Offizielle Top 100)                    | 5       |
| Нидерланды (Dutch Top 40)                   | 19      |
| Нидерланды (Single Top 100)                 | 18      |
| Швейцария (Schweizer Hitparade)             | 10      |
| Чарт (1986)                                 | Позиция |
| Европейский союз (European Top 100 Singles) | 70      |
| ЮАР (Springbok Radio)                       | 13      |